# ジミー・マカロック
ジェームズ「ジミー」マカロック（James 'Jimmy' McCulloch、1953年6月4日 - 1979年9月27日）は、スコットランドのグラスゴー出身のミュージシャンである。1974年から1977年までポール・マッカートニーのウイングスのリード・ギタリストを務めたことで最も知られている。それ以前はグラスゴーのサイケデリック・バンドのワン・イン・ア・ミリオンを皮切りに、サンダークラップ・ニューマン、ストーン・ザ・クロウズのメンバーとして活動した。兄のジャック・マカロック（Jack McCulloch）はドラマーである。

## 生い立ちと経歴
マカロックはスコットランドのダンバートンに生まれ、クライドバンクとカンバーノールドで育った。ジャンゴ・ラインハルトに刺激を受け、11歳のときにギターを弾き始めた。シャドウズのハンク・マーヴィンは11歳の彼をバックアップした。

### ワン・イン・ア・ミリオン
やがて彼は、兄でドラマーのジャックらとThe Jaygersというサイケデリック・バンドを結成した。The Jaygersはワン・イン・ア・ミリオン（One in a Million）と改名して、1967年4月にはロンドンのアレクサンドラ・パレスで開催されたThe 14 Hour Technicolour Dreamに出演した。その際、マカロックはThe Utterly Incredible Too Long Ago To Remember Sometimes Shouting At Peopleのリード・ギターを務めた。また彼はワン・イン・ア・ミリオンのギタリストとしてアッパー・カットやその他のロンドン市内の会場におけるライブでも演奏した。この年、ワン・イン・ア・ミリオンはザ・フーのツアーのサポート・バンドを務め、2作のシングル"Use Your Imagination" / "Hold On"と"Fredereek Hernando" / "Double Sight"をリリースした。2009年に発表された編集アルバムDouble Sight - The Complete Recordingsでは、この4曲を含めて彼等の作品を聴くことができる。

### サンダークラップ・ニューマン
彼が名前を知られるようになったのは1969年、ザ・フーのピート・タウンゼントの友人で作曲家のジョン・「スピーディ」・キーン（ボーカル、ドラム）、アンディ・「サンダークラップ」・ニューマン（ピアノ）とサンダークラップ・ニューマン（Thunderclap Newman）を結成した時だった。彼等は同年7月に、タウンゼントのプロデュースによるシングル『サムシング・イン・ジ・エアー』で全英シングルチャートで1位を獲得。当時15歳だった彼は「全英1位を獲得した曲で演奏した最年少のギタリスト」になった。彼等は引き続いてタウンゼントをプロデューサーに迎えて制作したデビュー・アルバム『ハリウッド・ドリーム』を1970年に発表したが、「サムシング・イン・ジ・エアー」に続くような成功は得られなかった。そして1971年1月から4月中旬までイングランド、スコットランド、オランダ、スカンジナビアでツアーを行ない、その数週間後に解散した。
1971年10月、彼はジョン・メイオール&ザ・ブルースブレイカーズのイギリスとドイツでのライヴでギターを担当した。10月31日、ロンドンで自分のバンドであるベント・フレーム（Bent Frame）のステージ・デビューを果たした。彼等は間もなくジミー・マカロック・バンドと改名し、1972年2月にマウンテンのサポートとしてイングランドとスコットランドでツアーを行なった。この頃、彼はセッション・ミュージシャンとしてクラウス・フォアマン、ハリー・ニルソン、スティーブ・エリス、ザ・フーのジョン・エントウィッスルといったミュージシャンとのセッションに参加している。

### ストーン・ザ・クロウズ
1972年5月、彼同様スコットランド出身のブルース・バンドのストーン・ザ・クロウズが、ギタリストのレスリー・ハーヴェイをステージ上の事故による感電死で失った。彼は6月にハーヴェイの後任として加入して、制作途中のアルバム『オンティニュアス・パフォーマンス』を完成させるため"Sunset Cowboy"と"Good Time Girl"でギターを演奏した。彼等は1973年6月に解散した。
1973年、彼はジョン・キーンのアルバム『Previous Convictions』に客演した。また同年、スコットランドのバンドであるブルー（Blue）に加わってギターを演奏したほか、「ザ・ファントム」の仮名でブライアン・ジョゼフ・フリエル（Brian Joseph Friel）のデビュー・アルバムの制作に参加した。

### ポール・マッカートニー&ウイングス
1974年1月、ポール・マッカートニーのウイングスに加入する。彼の加入後、最初に発表されたシングルは『ジュニアズ・ファーム』「（1974年）である。
彼はマッカートニーがピアノやアコースティック・ギターを演奏する場合には、ベース・ギターを演奏した。また『ヴィーナス・アンド・マース』（1975年）に反ドラッグソングの「メディシン・ジャー」、『スピード・オブ・サウンド』（1976年）に「ワイノ・ジュンコ」を提供してリード・ボーカルを担当した。
彼はウイングスでの活動と並行して、兄のジャック（ドラムス）、デイヴ・クラーク（ベース、キーボード、ボーカル）とホワイト・ライン（White Line）を結成した。彼等は数回のギグを行い、シングル『"Call My Name"/"Too Many Miles"』をリリースし、1976年11月27日にイギリスのテレビ番組「Supersonic」に出演している。1994年に13曲入りのアルバム『White Line - Complete』がクラークのレーベルであるマウス・レコードからリリースされた。マカロックはこの他にも、「The Khyber Trifles」と共に2曲を録音し（未発表）、ロンドンやグラスゴーでのライヴにも参加した。1977年にはロイ・ハーパーの『Bullinamingvase』、リッチ・マーティンの『Bleached』、ザ・フーのロジャー・ダルトリーの3作目のソロ・アルバム『ワン・オブ・ザ・ボーイズ』などに客演した。

### スモール・フェイセズ
1977年9月、マカロックはウイングスを脱退して再結成したスモール・フェイセズに加入し、同月に行なわれたイギリスでのツアーに参加した。アルバム『78イン・ザ・シェイド』（1978年）でギターを演奏している。1978年初めにはブライアン・ロバートソン、ジミー・ベイン、ケニー・ジョーンズと共に「ワイルド・ホーセズ」を結成したが、その春には脱退した。79年には「ザ・デュークス」に参加した。彼の最後の曲は「"Heartbreaker"」であり、アルバム『The Dukes』（1979年）に収録されている。

### 死
1979年9月27日、ロンドン西部にあるメイダ・ヴェール（Maida Vale）の自宅で死亡した。死因はヘロインの過剰摂取による心臓発作である。26歳だった。

## 音楽
マカロックはメロディックで強くブルースで影響を受けたギタリストであり、通常ギブソン・SGとギブソン・レスポールを演奏した。

## ディスコグラフィ

### サンダークラップ・ニューマン
- Hollywood Dream『ハリウッド・ドリーム』（1970年）

### ストーン・ザ・クロウズ
- Ontinuous Performance（1971年）[16]